# Temple d'Àrtemis (Delos)
El Temple d'Àrtemis o Artemísion (grec antic: Ἀρτεμίσιον) fou un antic temple grec dedicat a Àrtemis, a l'illa de Delos (Cíclades), a Grècia. Les seues ruïnes formen part del jaciment arqueològic de Delos, declarat Patrimoni de la Humanitat per la UNESCO. El jaciment forma part del Santuari d'Apol·lo i Àrtemis de Delos.
Es va construir en el període hel·lenístic al voltant de l'any 179 abans de la nostra era. Hi havia un temple anterior del període arcaic, construït al 600 ae, que s'incorporà al temple hel·lenístic. Al seu torn, havia estat l'emplaçament d'un edifici del període micènic. Era a l'oest de l'anomenat Temple d'Apol·lo Pòrinos i d'altres temples dedicats a Apol·lo, germà d'Àrtemis, i al sud de l'estoa en forma de lletra L.
Estava construït sobre un alt pedestal i era d'estil jònic. El naos del temple feia 8,6 m de llarg i 9,6 m d'ample, és a dir, era més ample que llarg. S'obria cap a l'est i tenia sis columnes jòniques al davant.
A prop del temple hi havia la tomba de les donzelles hiperbòries Laòdice i Hipèroca, també esmentades per Heròdot. A prop del temple s'ha trobat un dipòsit d'objectes micènics d'or i vori. En els voltants també s'ha trobat l'anomenada Kore de Nicandre, donada a Àrtemis i datada a l'entorn del 640 ae. És una de les primeres escultures de cores conegudes i conté una de les primeres inscripcions gregues en pedra.

## Galeria d'imatges

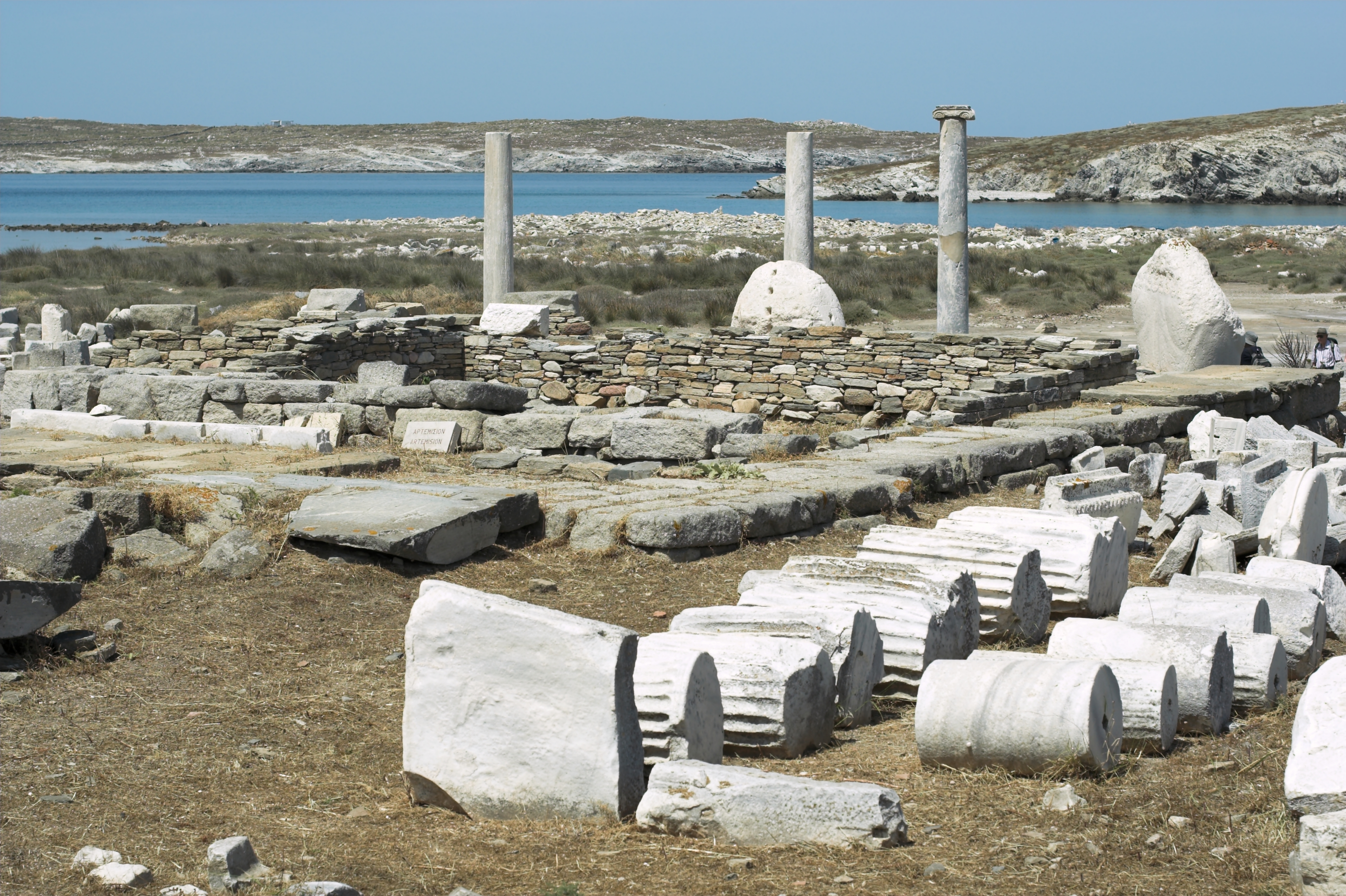
Ruïnes del temple d'Àrtemis.